# さいたま市立病院
さいたま市立病院（さいたましりつびょういん）は埼玉県さいたま市緑区三室にある医療機関。埼玉県災害拠点病院となっている。老朽化にともない2017年から病棟の全面的な建て替えに着手し、2019年12月29日に新しい病棟で開院、2020年1月6日から外来診療を開始した。
浦和市によって運営されていた浦和市立病院が前身で、市内唯一の公立病院となっている。

## 概要
1953年（昭和28年）に浦和市立伝染病院と浦和市立結核療養所が現在地の三室に建設され、その後2病院が合併し浦和市立北宿病院を経て浦和市立病院となった。2001年に運営主体の浦和市が大宮市、与野市と合併してさいたま市となったことに伴い、さいたま市立病院となった。

## 沿革
- 1953年（昭和28年）9月1日 浦和市立伝染病院開院（50床）。
- 1953年（昭和28年）11月14日 浦和市立結核療養所開設（第1・2病棟100床）
- 1954年（昭和29年）3月31日 浦和市立結核療養所第2期工事竣工（第3病棟100床、計200床）
- 1955年（昭和30年）3月28日 - 浦和市立結核療養所第3期工事竣工（第5・6病棟各50床、計300床）※死を連想するため第4病棟は存在しなかった。
- 1956年（昭和31年）4月20日 - 警察委託病棟竣工（第7病棟50床、計350床）
- 1960年（昭和35年）10月1日 浦和市立伝染病院を浦和市立結核療養所に合併（伝染病棟となる）
- 1968年（昭和43年）10月21日 - 浦和市立結核療養所を浦和市立北宿病院に改称。
- 1969年（昭和44年）5月1日 - 結核病床100床を一般病床に変更。
- 1972年（昭和47年）7月1日 浦和市立北宿病院を浦和市立病院に改称。
- 1972年（昭和47年）12月25日 - 浦和市立病院第1期増改築工事竣工（鉄筋コンクリート造6階建・一般病棟252床・結核病棟250床・伝染病棟45床、計547床）。
- 1973年（昭和48年）2月1日 - 浦和市立病院新館開設、診療開始（東病棟）。
- 1976年（昭和51年）4月12日 - 結核病床250床を100床に変更（一般病棟252床・結核病棟100床・伝染病棟45床、計397床）。
- 1983年（昭和58年）3月28日 - 結核病床100床を60床に変更（一般病棟252床・結核病棟60床・伝染病棟45床、計357床）。
- 1983年（昭和58年）3月29日 - 浦和市立病院総合化第1期増築工事竣工（第7病棟‐伝染病・第8病棟‐結核）。
- 1983年（昭和58年）4月5日 - 第8病棟使用開始。
- 1983年（昭和58年）4月15日 - 第7病棟使用開始。
- 1988年（昭和63年）3月30日 - 浦和市立病院総合化第2期建設工事竣工（新棟‐西病棟　鉄骨鉄筋コンクリート造地下1階地上6階建）。
- 1988年（昭和63年）8月17日 - 西病棟の使用許可（一般病棟250床・結核病棟60床・伝染病棟45床、計355床）。
- 1989年（平成元年）8月31日 - 浦和市立病院総合化第2期建設工事（改修棟‐東病棟・サービス棟）竣工。
- 1989年（平成元年）11月1日 - 総合病院として運用開始。泌尿器科・産婦人科・眼科・耳鼻咽喉科を標榜、標榜診療科目14科となる。東病棟（管理棟・2階産科病棟15床増床）使用開始（一般265床・結核60床・伝染45床、計370床）。
- 1990年（平成2年）4月6日 - 東病棟3階（46床増）、5階（48床増）の使用が許可（一般359床・結核60床・伝染45床、計464床）。
- 1991年（平成3年）3月30日 - 東病棟4階（47床増）、6階（43床増）の使用が許可（一般449床・結核60床・伝染45床、計554床）。
- 1992年（平成4年）4月13日 - 東6階病棟602号室2床を4床に増床の許可（一般451床・結核60床・伝染45床、計556床）。
- 1992年（平成4年）5月18日 - 結核病床60床が50床に減少（一般451床・結核50床・伝染45床、計546床）。
- 1992年（平成4年）8月13日 - 東5階病棟503号室2床から1床、東6階病棟602号室4床から2床と準備室、612号室4床から2床、中央診療棟重症室5床（後のICU）の使用許可。
- 1992年（平成4年）9月3日 - 結核病床50床を一般30床、結核20床に変更許可（一般481床・結核20床・伝染45床、計546床）。
- 1995年（平成7年）4月1日 - 心臓血管外科を標榜し、標榜診療科目15科となる。
- 1999年（平成11年）4月1日 - 第二種感染症指定医療機関として病床数10床の指定（一般481床・結核20床・感染10床、計511床）。
- 2001年（平成13年）2月28日 - コスモス病棟（一般）17床増床の使用許可（一般498床・結核20床・感染10床、計528床）。
- 2001年（平成13年）5月1日 - さいたま市成立により浦和市立病院を廃止、さいたま市立病院として新たに開設。
- 2001年（平成13年）9月21日 - 周産期母子医療センター34床の使用許可（一般532床・結核20床・感染10床、計562床）。
- 2001年（平成13年）11月1日 - 埼玉県知事より地域周産期母子医療センターの認定。
- 2002年（平成14年）3月27日 - 東2階病棟改修（5床増床）の使用許可（一般537床・結核20床・感染10床、計567床）。
- 2002年（平成14年）4月1日 - さくらそう病棟をさくらそうA病棟、コスモス病棟をさくらそうB病棟へ名称変更。集中治療科の設置。
- 2002年（平成14年）10月1日 - 心療内科、循環器科を標榜。標榜診療科17科となる。
- 2003年（平成15年）11月30日 - さいたま市立病院開設50周年記念式典を挙行。
- 2007年（平成19年）2月8日 - 災害拠点病院の認定。
- 2007年（平成19年）4月1日 - 心療内科を総合心療科（精神科）に変更。
- 2010年（平成22年）1月1日 - 消化器内科、新生児内科、救急科を標榜、循環器科から循環器内科に変更し標榜診療科目20科となる。
- 2012年（平成24年）4月1日 - 呼吸器外科を標榜、標榜診療科目21科となる。
- 2019年 (令和元年) 12月29日 - 建て替えた新病棟にて開院。
- 2020年 (令和2年) 12月1日 - 救命救急センターを開設する。[2][3]

## 標榜診療科
- 内科
- 神経内科
- 循環器内科
- 小児科
- 小児外科
- 新生児内科
- 消化器内科
- 外科
- 整形外科
- 脳神経外科
- 呼吸器外科
- 心臓血管外科
- 皮膚科
- 泌尿器科
- 産婦人科
- 眼科
- 耳鼻咽喉科
- 放射線診断科
- 放射線治療科
- 麻酔科
- 精神科
- 救急科
- 緩和ケア内科
- 歯科口腔外科
- リハビリテーション科

## 医療機関の指定等
| 医療保護施設 助産施設        | 労災保険指定医療機関         |
| 結核指定医療機関             | 母体保護法指定医療機関       |
| 養育医療指定機関             | 育成更生医療指定医療機関     |
| 救急指定医療機関（二次救急） | 放射線同位元素等の使用許可   |
| 小児特定疾患指定医療機関     | 労災指定医療機関             |
| 公害指定医療機関             | 労災保険二次健診指定医療機関 |
| 訪問看護実施医療機関         | 臨床研修指定病院             |
| DPC対象病院                  | 災害拠点病院                 |
| がん診療連携拠点病院         | 地域周産期母子医療センター   |
| 自家培養軟骨使用認定施設     | 救命救急センター             |

## 交通アクセス
- JR東日本・京浜東北線北浦和駅東口バスターミナルより「市立病院」行き終点下車。
  - 浦和駅西口（北浦和駅東口経由）からの路線バスもあり[4]。
- JR東日本・京浜東北線・さいたま新都心駅東口より「市立病院」行き終点下車。
  - 大宮駅東口（さいたま新都心駅東口経由）からの路線バスもあり。
- JR東日本・京浜東北線浦和駅東口より「南台」もしくは「南台経由さいたま東営業所」行き「市立病院」停留所下車。
- JR東日本・武蔵野線東浦和駅より「市立病院」行き終点下車（20分）、もしくは「馬場折返場」行き終点下車（下車後徒歩5分）。
  - 浦和駅東口（東浦和駅経由）からの路線バスもあり。
- 首都高速埼玉新都心線 さいたま見沼出入口より約1.5 km